# ペルフガス
ペルフガス（イタリア語: Perfugas）は、イタリア共和国サルデーニャ自治州サッサリ県にある、人口約2,400人の基礎自治体（コムーネ）。

## 地理

### 位置・広がり

#### 隣接コムーネ
隣接するコムーネは以下の通り。
- ボルティジャーダス
- ブルツィ
- キアラモンティ
- エールラ
- ラエッル
- マルティス
- サンタ・マリーア・コギーナス
- テンピオ・パウザーニア

## 行政

### 分離集落
ペルフガスには、以下の分離集落（フラツィオーネ）がある。
- Lumbaldu, Sas Tanchittas, Sa Contra, Modditonalza, Campudulimu, Sas Contreddas, Falzittu, Su Aldosu, Salconatzos